# Öratjärnen (Stuguns socken, Jämtland)
Öratjärnen är en sjö i Ragunda kommun i Jämtland och ingår i Indalsälvens huvudavrinningsområde. Sjön har en area på 0,0587 kvadratkilometer och ligger 337,2 meter över havet.

## Delavrinningsområde
Öratjärnen ingår i det delavrinningsområde (700317-148579) som SMHI kallar för Ovan Stugubäcken. Medelhöjden är 340 meter över havet och ytan är 11,8 kvadratkilometer. Räknas de 9 avrinningsområdena uppströms in blir den ackumulerade arean 87,02 kvadratkilometer. Kvarnån som avvattnar avrinningsområdet har biflödesordning 2, vilket innebär att vattnet flödar genom totalt 2 vattendrag innan det når havet efter 158 kilometer. Avrinningsområdet består mestadels av skog (71 procent) och sankmarker (16 procent). Avrinningsområdet har 0,06 kvadratkilometer vattenytor vilket ger det en sjöprocent på 0,5 procent.